# Câmara Lenta - 16 Slows do Melhor GNR - Vol.2
Câmara Lenta - 16 Slows Do Melhor GNR - Vol.2 é a segunda colectânea da banda de pop rock português GNR. Editado em Fevereiro 2002 pela EMI – Valentim de Carvalho.  Esta colectânea reúne as baladas mais emblemáticas da carreira da banda, incluindo os inéditos "Nunca Mais Digas Adeus" e "Vocês", sendo este, o single extraído. 

## Faixas

### CD 1
| N.º | Título                       | Duração |  |
| 1.  | "Asas (Eléctricas)"          | 3:55    |  |
| 2.  | "Tirana (Radio edit)"        | 4:03    |  |
| 3.  | "Vocês"                      | 3:23    |  |
| 4.  | "Bem Vindo Ao Passado"       | 4:01    |  |
| 5.  | "Nunca Mais Digas Adeus"     | 3:12    |  |
| 6.  | "Cais"                       | 4:14    |  |
| 7.  | "Costa Atlântica Inevitável" | 3:21    |  |
| 8.  | "Dois Sentidos"              | 4:32    |  |
| 9.  | "O Slow Que Veio Do Frio"    | 4:12    |  |
| 10. | "Essa Fada"                  | 4:12    |  |
| 11. | "Que Importa?"               | 3:46    |  |
| 12. | "Lovenita"                   | 3:53    |  |
| 13. | "Mau Pastor"                 | 4:00    |  |
| 14. | "Saliva (Radio edit)"        | 3:38    |  |
| 15. | "Valsa Dos Detectives"       | 3:18    |  |
| 16. | "Viva A Preguiça"            | 4:22    |  |